# Adrian Cristea
Pour les articles homonymes, voir Cristea.
Adrian Cristea est un ancien footballeur international roumain né le 30 novembre 1983 à Iași. Il évolue au poste de milieu.
Le sélectionneur de l'équipe de Roumanie, Victor Pițurcă, le retient parmi l'effectif de vingt-trois joueurs appelé à participer à l'Euro 2008.

## Biographie
Le 28 janvier 2013, Adrian Cristea est prêté au Standard de Liège (Belgique) jusqu'à la fin de la saison 2012-2013 (juin 2013) avec une option d'achat. Il y retrouve Mircea Rednic qu'il avait déjà connu en tant qu'entraîneur au début de cette saison au Petrolul Ploiesti et également auparavant au Dinamo Bucarest.

## Palmarès

### En équipe nationale
- 9 sélections et 0 but avec l'équipe de Roumanie entre 2007 et 2011.

### En club
- Dinamo Bucarest
  - Champion de Roumanie : 2007
  - Vainqueur de la Coupe de Roumanie : 2005
  - Vainqueur de la Supercoupe de Roumanie : 2005
- Steaua Bucarest
  - Champion de Roumanie : 2014